# Frits van Kemenade
Godefridus Ignatius Maria (Frits) van Kemenade (Gerwen, 12 september 1899 - Veghel, 23 mei 1991) was een Nederlandse burgemeester.

## Leven en werk
Frits van Kemenade was een zoon van schoolhoofd Johannes Gerardus van Kemenade (die in 1911 benoemd werd tot burgemeester van Nuenen, Gerwen en Nederwetten), en Johanna Goverdina van Kemenade. Na beëindiging van zijn studie aan het gymnasium in Eindhoven en het vervullen van zijn militaire dienst, werkte Van Kemenade achtereenvolgens op de gemeentesecretarieën van Geldrop, Boxtel, Vught. In 1924 volgde hij A.W.J. Bodenstaff op als gemeentesecretaris van Grave. Burgemeester Louis Ficq werd begin februari 1944 gearresteerd en naar later bleek afgevoerd naar Dachau waar hij in 1945 omkwam. Kort na die arrestatie werd Van Kemenade tijdelijk waarnemend burgemeester van Grave. Eind augustus 1944 werd bekend dat H. Landzaat daar tot burgemeester benoemd werd maar de geplande installatie op 8 september ging niet door omdat hij op 5 september (Dolle Dinsdag) op de vlucht sloeg. Als onderdeel van de Operatie Market Garden werd Grave in de nacht van 17 op 18 september bevrijd. In september 1946 volgde Van Kemenades aanstelling tot burgemeester van Uden, alwaar hij in oktober 1964 afscheid nam wegens het bereiken van zijn pensioengerechtigde leeftijd.

### De Udense periode
Het naoorlogse Uden was een arme agrarische gemeente van omstreeks 9.000 inwoners met grote werkloosheid en weinig voorzieningen en onderwijsmogelijkheden. Kort na het aantreden van Van Kemenade werd een onderzoek in gang gezet door het ETI (Economisch Technologisch Instituut voor Noord-Brabant) naar de oorzaken van deze erbarmelijke situatie en naar de meest effectieve remedie voor het probleem. Het ETI-rapport bevestigde Van Kemenades overtuiging dat het scheppen van werkgelegenheid door snelle industrialisatie de enige oplossing kon bieden. De enorme cultuuromslag van de op landbouw gerichte bevolking ten spijt. Met grote voortvarendheid werden de nodige plannen opgesteld. Een voortreffelijke samenwerking met rijks en provinciale overheden werd gesmeed. In zeer korte tijd werd een eerste industrieterrein bouwrijp gemaakt met wegen, spoorwegverbindingen en de andere noodzakelijke infrastructuur. Fabriekshallen werden uit de grond gestampt en er werd in het hele land fervent jacht gemaakt op ondernemingen, die van de nieuwe faciliteiten in Uden gebruik wilden maken. Deze methode was zo succesvol, dat het Rijk, in het kader van haar regionaal industrialisatiebeleid, Uden in 1951 aanwees als industrialisatiekern in het economisch ontwikkelingsgebied noordoost Noord-Brabant en in 1959 als ontwikkelingskern. Daarmee werd de basis gelegd voor de grote vooruitgang van Uden. Latere gemeentebesturen hebben verder gebouwd aan het nieuwe Uden, dat begin 21e eeuw ruim 40 duizend inwoners telde.
In 1950 werd Van Kemenade gekozen tot lid van de Provinciale Staten van Noord-Brabant, hij heeft die functie vervuld tot een jaar na zijn pensionering. In april 1956 werd hij benoemd tot Ridder in de Orde van Oranje-Nassau. Op 2 september 1966 aanvaardde hij de functie van waarnemend burgemeester van Best tot 1 maart 1968.

## Privéleven
Frits van Kemenade huwde op 23 september 1929 in Grave met Francisca Catharina Maria Hubertina Schoepp. Zij overleed op 28 oktober 1989 te Schaijk. Uit dit huwelijk zijn vier kinderen geboren.